# 제2SS기갑사단 다스 라이히
제2SS기갑사단 다스 라이히(독일어: 2. SS-Panzer-Division Das Reich)는 제2차 세계 대전 당시 무장 친위대에 의해 편성된 38개 사단 중 하나이다. 가장 유명한 사단이자 모든 SS사단 중 가장 많은 연구가 진행된 사단이다. 유능한 인재들로 구성되어 있던 가장 숙련된 부대이자 가장 강력한 전투력을 가진 부대였다.
1939년 폴란드 침공 당시 3개 SS연대("도이칠란트", "데어 퓌러", "게르마니아")가 SS전투부대를 구성하고 있었다. 폴란드 전역 후 게르마니아 SS연대가 다른 제5SS차량화보병사단 비킹의 편성을 위해 차출되었고 새롭게 세 번째 연대인 제11 SS 보병 연대가 창설되었다. 그리고 이것이 제2 SS 사단 라이히가 되었다. 1942년 11월 사단은 기갑척탄병 사단으로 승격되었고, 명칭 또한 제2SS기갑척탄병사단 다스 라이히로 변경되었다. 1943년 제2SS전차대대가 제2SS기갑연대로 개칭되어 기갑 사단으로 개편되었다. 그 결과 제2SS기갑사단 다스 라이히가 탄생하게 되었다.

## 역사
사단의 최초 활동은 1940년에 벌어진 저지대 국가인 네덜란드와 벨기에 그리고 프랑스를 상대로 한 침공 작전이었다. 당시는 SS-V 사단(SS 전투 사단)이라는 이름으로 활동했다. 로테르담에서 주공 역할을 했으며, 이후에는 다른 사단들과 함께 프랑스 침공에 참가했다. 프랑스군을 젤란드(Zeeland)로 몰아내고, 점령 지역의 소규모 저항세력을 소탕했다. 이후 프랑스로 다시 이동해 견고하게 구축된 운하선을 돌파하는 데 참가했다. 그 후 파리 진공에 참여했으며, 프랑스 침공 작전이 종결된 시점에서는 에스파냐 국경에 도달해 있었다.
본래 SS-V 사단은 초기 4개 SS연대(SS-Standarten) 중 3개인 SS 도이칠란트(Deutschland), SS 게르마니아(Germania), SS 데어 퓌러(Der Fuehrer)로 구성되어 있었다. SS전투부대 소속이 아니었던 라이프슈탄르테 아돌프 히틀러는 독자적으로 발전했다. 서부 전역 종료 후 SS-V 사단은 재편성되었다. SS 게르마니아 연대는 사단에서 차출되어 SS 노르트란트 연대(SS-Standarte Nordland), SS 베스트란트 연대(SS-Standarte Westland)와 함께 다른 SS사단의 기간 부대가 되었다. 게르마니아 연대를 기간으로 제5 SS 차량화 보병 사단 비킹이 편성되었다. 게르마니아의 차출로 SS-V 사단에 제11 SS 보병 연대로 개편된 SS 토텐코프 연대가 배치되었다. 직후 사단명이 SS-V에서 도이칠란트(Deutschland)로 변경되었고, 얼마 지나지 않아 Reich(제국)으로 재변경되었다.
프랑스 함락 후 사단은 영국 침공 작전인 바다사자 작전을 준비하기 위해 프랑스에 주둔했다. 그러나 영국 본토 항공전에서 독일 공군이 대패한 후 바다사자 작전은 취소되었고, 이제는 라이히라 불리게 된 사단은 1941년 3월 유고슬라비아 및 그리스 침공 작전에 참가하기 위해 루마니아로 이동했다.
1941년 4월 12일 아침 프리츠 클링엔베르크 SS대위와 휘하 모터사이클 중대는 다뉴브강 기슭의 판체보(Pancevo)를 거쳐 베오그라드에 도착했다. 클링엔베르크는 시내로 진입할 방법 때문에 걱정했다. 불어오른 강과 직접 공격이 불가능한 다리 때문이었다. 모터사이클 중대는 다리를 가설하는 데 필요한 장비는 물론이고 뗏목조차 없었던 것이다.
그러던 중 클링엔베르크의 부하들이 강 북안(北岸)에서 대형 보트를 발견했다. 휘하 소대장 하나와 부사관 둘 그리고 사병 다섯 명과 함께 클링엔베르크는 다뉴브강을 건넜다. 맞은 편에 닿자 클링엔베르크는 지원 요청을 위해 두 명을 남기고 나머지 부하 6명과 함께 베오그라드 시내로 진입했다.
시내에 진입하자마자 클링엔베르크는 20명으로 구성된 유고슬라비아 병사 무리와 마주쳤다. 총 한 번 쏘지 않고 유고슬라비아 병사들은 항복했다. 얼마 후 한 무리의 군용 차량이 클링엔베르크 일행에게 이르렀고, 짧은 전투 후 클링엔베르크의 부하들은 차량을 탈취하는 데 성공했다. 공격 부대(이제는 차량화된)는 유고슬라비아 국방성으로 향했지만 이미 건물에는 아무도 남아있지 않은 상태였다. 독일 공군의 폭격을 피해 퇴거한 듯했다.
베오그라드에 남아있는 군 지휘관이 없다는 걸 파악한 클링엔베르크는 여전히 활동 중인 독일 대사관을 찾기 시작했다. 거대한 하켄크로이츠가 베오그라드 하늘에 휘날렸다. 베오그라드가 마침내 독일군의 수중에 떨어진 것이다. 두 시간 후 베오그라드 시장이 대사관에 도착해 클링엔베르크에게 항복했다. 그러나 다음날까지 도시를 확보할 후속 독일 부대는 도착하지 않았다. 이 공적으로 클링엔베르크 SS대위는 기사십자장을 수훈했다.
베오그라드를 성공적으로 점령한 사단은 곧 개시될 소련 침공을 위해 폴란드로 이동했다. 당시 사단은 중부 집단군 소속으로 스몰렌스크 근방에서 벌어진 Yalnya 전투에 참가했으며, 모스크바 진공 당시에는 선봉을 맡았다. 1941년 11월 사단은 소련의 수도 약 수킬로미터 내까지 진격했다. 당시가 소련 침공의 절정기였다. 소련의 수도를 눈앞에 두고 있던 사단은 혹독한 기후, 심각한 손실 그리고 소련군의 대규모 역공세로 후퇴할 수밖에 없는 상황에 빠졌다. 이후 막대한 손실을 입은 사단은 전선에서 물러났으며, 기갑척탄병 사단으로 재편성되기 위해 프랑스로 이동했다. 오스텐도르프 전투단이라 명명된 사단 병력 일부가 동부 전선에 남았다. 오스텐도르프 전투단은 1942년 6월 사단 본대와 합류했다.
1942년 11월 툴롱(Toulon)에서 벌어진 프랑스 함대의 자침을 막기 위해 사단의 일부가 동원되었다. 직후 사단명이 다시 변경되어, 이번에는 SS 기갑척탄병 사단 "다스 라이히"(Das Reich)가 되었다.
1943년 초 사단은 하리코프 근방에서 붕괴 중인 중앙 전선을 보강하기 위해 동부 전선으로 돌아왔다. 하리코프 탈환에 조력한 후, 사단은 쿠르스크 지구를 둘러싼 소련군의 거대한 돌출부인 쿠르스크 돌출부를 목표로 한 대규모 공세에 투입되었다. 사단은 돌출부 남쪽에서 64 킬로미터 이르는 종심을 돌파했지만 그에 따른 손실도 만만치 않았다. 시칠리아 섬에 서방 연합군이 상륙했다는 보고를 받은 히틀러는 만슈타인 원수의 반대에도 불구하고 공세를 중단시켰고, 그에 다스 라이히는 SS 사단들과 함께 후퇴할 수밖에 없었다. 짧은 전투 후 다스 라이히는 다시 개편되었고, 이번에는 SS 기갑사단 "다스 라이히"가 되었다. 다스 라이히 전투단이라 명명된 사단 일부가 동부 전선에 남았다. (전투단의 공식 명칭은 람머딩 전투단이었다.) 사단 본대는 재편성을 위해 서부 유럽으로 이동했고, 프랑스에서 재편성을 취하면서 파르티잔 토벌 임무에 종사했다.
1943년과 1944년 겨울 한스 발렌틴 후베 상급대장의 제1 기갑군이 소련군의 대규모 역공세로 포위되었다. 다스 라이히 전투단 또한 이 소련군의 공세로 인해 포위망에 빠졌다. 다스 라이히 전투단은 제9 SS 기갑 사단 호헨슈타우펜과 제10 SS 기갑 사단 프룬츠베르크로 재편성된 파울 하우서 SS대장의 제2 SS 기갑 군단의 분전으로 포위망에서 탈출했다. 포위망에서 벗어난 전투단은 사단과 합류하기 위해 본대가 주둔 중인 프랑스로 이동했다. 단, 바이딩어 전투단이라 명명된 소규모 전투단이 동부 전선에 남겨졌다.
장기간에 걸친 동부 전선에서의 전투 후 1944년 2월 재편성을 위해 후방으로 물러난 사단 본대는 장비와 병력을 보충받기 위해 프랑스 남부에 위치한 툴루즈(Toulouse) 몽토방(Montauban) 마을에 주둔했다. 서방 연합군의 노르망디 상륙작전으로 사단은 다시 활동에 들어가게 되었고, 수비선을 구축하기 위해 제12 SS 기갑 사단 히틀러유겐트, 기갑 교도 사단과 함께 캉 북부 전선에 투입되었다.
사단은 캉(Caen)과 생로(St. Lo) 근방에서 연합군의 진격을 저지하기 수차례에 걸친 역공세를 단행했다. 8월 초 다스 라이히를 포함한 독일 기갑 부대가 모르텡(Mortain)을 탈환했지만 무의미한 일이었다. 8월 중순 사단을 포함, B 집단군 태반이 팔레즈 포위망이라 불리는 포위망에서 연합군에게 포위되었다. 호헨슈타우펜과 다스 라이히의 노력 덕에 수많은 독일군이 포위망에서 탈출하는 데 성공했다.
센강을 넘어 요새화 된 서부 방벽 후방으로 퇴각한 사단은 재편성과 휴식을 취했다. 연합군의 하계 공세로 인해 다대한 손실을 입은 독일 국방군은 1944년 말 독일 본토로 대부분의 전선을 축소했다. 하지만 아직 전쟁이 끝난 것은 아니었다. 9월에 이루어진 연합군의 공세를 무산시킨 일에 크게 고무된 히틀러는 새로운 공세를 준비했다. 바로 제2차 아르덴느 공세였다. 서부 전선에서의 주도권을 다시 잡기 위한 독일의 아르덴느 공세는 미군 전선에 커다란 균열을 일으켰다. 하지만 결국 공세는 실패로 끝이 났고, 뫼즈강을 눈앞에 두고 돈좌된 다스 라이히 또한 격렬한 연합군의 역공에 서서히 분쇄되었다.
막대한 피해를 입고 전선에서 물러난 사단은 재편성을 위해 독일 본토로 이동했고, 소련군에게 포위된 부다페스트를 구원하기 위해 헝가리에서 벌어진 독일이 결행한 대전 최후의 공세인 플라텐지 공세에 참가했다. 이 공세 역시 돈좌되었고, 다스 라이히는 드레스덴에서 다소의 휴식을 취하고 비엔나와 프라하에서 재차 전투에 투입되었다. 종전 후 사단 잔존병들은 서쪽으로 탈출해 미군에게 항복했다.

## 전쟁범죄
1944년 6월 10일 리무쟁 지방에 위치한 오라두르쉬르글란(Oradour-sur-Glane) 마을에서 프랑스 양민 642명을 학살한 일로 악명이 높다. 전후 재판이 열렸지만 고발된 범죄자 중 극소수만이 처형되었다.

## 지휘관 및 부대 구성
기사십자장 수훈자: 69 명

### 사단명의 변천
- SS 사단 페어퓌궁스트루페(SS-Division Verfügungstruppe) 1939년 10월 - 1940년 4월
- SS 사단 도이칠란트(SS-Division Deutschland) 1940년 4월 - 1940년 12월
- SS 사단 라이히(SS-Division Reich) 1940년 12월 - 1942년 5월
- SS 사단 다스 라이히(SS-Division Das Reich) 1942년 5월 - 1942년 11월
- SS 기갑척탄병 사단 다스 라이히(SS-Panzergrenadier-Division Das Reich) 1942년 11월 - 1943년 10월
- SS 제2 기갑 사단 다스 라이히(2. SS-Panzer-Division Das Reich) 1943년 10월 - 1945년 5월

### 역대 지휘관
| 이름                        | 계급       | 임기 시작        | 임기 종료        |
| 파울 하우서                 | SS상급대장 | 1939년 10월 19일 | 1941년 10월 14일 |
| 빌헬름 비트리히             | SS대장     | 1941년 10월 14일 | 1941년 12월 31일 |
| 마티아스 클라인하이스터캄프 | SS대장     | 1941년 12월 31일 | 1942년 4월 19일  |
| 게오르그 케플러             | SS중장     | 1942년 4월 19일  | 1943년 2월 10일  |
| 헤베르트 에른스트 발        | SS소장     | 1943년 2월 10일  | 1943년 3월 18일  |
| 쿠르트 브라작               | SS상급대령 | 1943년 3월 18일  | 1943년 3월 29일  |
| 발터 크뤼거                 | SS대장     | 1943년 3월 29일  | 1943년 10월 23일 |
| 하인츠 람머딩               | SS중장     | 1943년 10월 23일 | 1944년 7월 24일  |
| 크리스티안 티히젠           | SS대령     | 1944년 7월 24일  | 1944년 7월 28일  |
| 오토 바움                   | SS소장     | 1944년 7월 28일  | 1944년 10월 23일 |
| 하인츠 람머딩               | SS중장     | 1944년 10월 23일 | 1945년 1월 20일  |
| 카를 크로이츠               | SS대령     | 1945년 1월 20일  | 1945년 1월 29일  |
| 베르너 오스텐도르프         | SS중장     | 1945년 1월 29일  | 1945년 3월 9일   |
| 룬돌프 레만                 | SS대령     | 1945년 3월 9일   | 1945년 4월 13일  |
| 카를 크로이츠               | SS대령     | 1945년 4월 13일  | 1945년 5월 8일   |

### 작전 지역
- 체코슬로바키아 및 독일 1939년 10월 - 1940년 5월
- 네덜란드 및 프랑스 1940년 5월 - 1941년 4월
- 루마니아, 유고슬라비아, 오스트리아, 폴란드 1941년 4월 - 1941년 6월
- 소련 (중부 전선) 1941년 6월 -1942년 6월
- 독일 1942년 6월 - 1942년 7월
- 프랑스 1942년 7월 - 1943년 1월
- 소련 (중부 전선) 1943년 1월 - 1944년 2월
- 프랑스, 벨기에, 서부 독일 1944년 2월 - 1944년 12월
- 벨기에 아르덴느 1944년 12월 - 1945년 1월
- 헝가리 및 오스트리아 1945년 1월 - 1945년 5월

### 병력 상황
- 1941년 6월 19,021명
- 1942년 12월 17,112명
- 1943년 12월 14,095명
- 1944년 6월 20,184명
- 1944년 12월 18,000명

## 참고 문헌
- Reinbold, Dan "Das Reich fan hompage"
- Pipes, Jason "2.SS-Panzer-Division Das Reich".
- Wendel, Marcus "2. SS-Panzer-Division Das Reich"
- Lexikon-der-wehrmacht.de. "SS-Division Verfügungstruppe"